# Rebecques
Rebecques est une ancienne commune française située dans le département du Pas-de-Calais en région Nord-Pas-de-Calais, devenue, entre le 1er janvier 2016 et le 2 juin 2020, une commune déléguée de la commune nouvelle de Saint-Augustin.

## Géographie

### Communes limitrophes
| Ecques   |           | Roquetoire      |
| Clarques | Rebecques | Aire-sur-la-Lys |
|          | Mametz    |                 |

## Toponymie
Le nom de la localité est attesté sous les formes Resbecca et Resbeca en 1084-1099 ; Resbecha en 1183 ; Resbeka en 1223 ; Rebecqua en 1223 ; Resbech en 1244 ; Rebieske en 1285 ; Rebieke en 1296 ; Rebeka en 1315 ; Rebeke en 1361 ; Rebeque en 1449 ; Rebeicque en 1498 ; Rebecke en 1739 ; Rebesque en 1762 ; Rebecque en 1793 ; Rebecques en 1801.
Ernest Nègre avance un toponyme issu d'un mot germanique de la racine rieseln « ruisseler » suivi du germanique bach « ruisseau », plus tard francisé en becque, donnant le « ruisseau qui ruisselle ».
La commune porte le nom de Arbècque en picard et Roosbeek en flamand.

## Histoire
Des dents de mammouth et des tessons de poterie gallo-romaine ont été trouvés lors de l'extraction des cailloux de la carrière Biallais.
Un campement celte a été mis au jour lors de fouilles entre l'extrémité du village et le chemin des Blatiers.
Au XVIe siècle, Louis de Heucy ou de Heuchin est seigneur de Rebecques et possesseur d'une seigneurie dans la châtellenie de Bourbourg. Sa fille Françoise de Heucy dit de Rebecques est l'épouse de Charles de Bierne, seigneur de la Halle.
François-Ignace-Marie de Gantès (1750-1815), écuyer, est seigneur d'Ablainzevelle,Rebecques, Foncquevillers, Saint-Marcq. Fils de François-Michel-Bernard, écuyer, et de Marguerite-Thérèse-Françoise du Pont, il nait à Ablainzevelle le 25 janvier 1750, est reçu page de la chambre du roi le 1er janvier 1763 (à 13 ans), devient sous-lieutenant au régiment de cavalerie Royal Pologne par brevet du 31 décembre 1766 (à 16 ans), puis capitaine au même régiment en septembre 1775. Après la Révolution française, il est retrouvé conseiller de préfecture du Pas-de-Calais. Il épouse le 14 octobre 1777 Marie-Françoise-Thérèse Petitpas, née à Lille en juillet 1752 (baptisée le 13 juillet 1752), fille de Charles-Hippolyte, chevalier, seigneur de Walle, prévôt de Lannoy, ex-enseigne aux gardes wallonnes, enseigne de grenadiers, et de Jeanne-Françoise Bourdon. François de Gantès meurt veuf le 3 février 1815, à 65 ans, est inhumé à Saint-Laurent-Blangy.
L'église de Rebecques est placée sous le vocable de Saint-Maclou, dont un remarquable reliquaire de vermeil a été enlevé de la sacristie pour être exposé au musée d'Arras. Le clocher actuel date de 1784 et contenait 2 cloches avant la Révolution. Une seule subsiste actuellement. Le chœur, la nef, et le cimetière ont été vendus comme bien national en 1794; et rachetés pour être protégés par 2 habitants de la paroisse. On peut encore voir au fond de l'église, un groupe de statues en bas-relief dont les têtes ont été décapitées, souvenir des profanations révolutionnaires.
La commune déléguée est supprimée par décision du conseil municipal de la commune nouvelle de Saint-Augustin du 2 juin 2020,.

## Politique et administration
| Période                                  | Période       | Identité           | Étiquette | Qualité                                               |
| ---------------------------------------- | ------------- | ------------------ | --------- | ----------------------------------------------------- |
| Les données manquantes sont à compléter. |               |                    |           |                                                       |
|                                          | 1935          | Augustin Lartisien |           | Cultivateur                                           |
| 1935                                     | 1945          | Siméon Mantel      | URD       | Cultivateur                                           |
| 1945                                     |               | Adolphe Dumont     |           |                                                       |
| 1953                                     | 1965          | Paul Decouvelaere  |           |                                                       |
| 1971                                     |               | Norbert Dépret     |           | Cultivateur                                           |
| 1983                                     |               | Michel Carette     | DVD       | Transporteur                                          |
| Les données manquantes sont à compléter. |               |                    |           |                                                       |
| mars 2001                                | décembre 2015 | Josiane Hochart    |           | Retraitée de l’ASSAD Réélue pour le mandat 2014-2020, |

## Démographie

### Évolution démographique
L'évolution du nombre d'habitants est connue à travers les recensements de la population effectués dans la commune depuis 1793. À partir du 1er janvier 2009, les populations légales des communes sont publiées annuellement dans le cadre d'un recensement qui repose désormais sur une collecte d'information annuelle, concernant successivement tous les territoires communaux au cours d'une période de cinq ans. 
Pour les communes de moins de 10 000 habitants, une enquête de recensement portant sur toute la population est réalisée tous les cinq ans, les populations légales des années intermédiaires étant quant à elles estimées par interpolation ou extrapolation. Pour la commune, le premier recensement exhaustif entrant dans le cadre du nouveau dispositif a été réalisé en 2007,.
En 2013, la commune comptait 475 habitants, en évolution de +11,24 % par rapport à 2008 (Pas-de-Calais : +0,78 %, France hors Mayotte : +2,49 %).
| 1793 | 1800 | 1806 | 1821 | 1831 | 1836 | 1841 | 1846 | 1851 |
| ---- | ---- | ---- | ---- | ---- | ---- | ---- | ---- | ---- |
| 231  | 272  | 298  | 297  | 324  | 345  | 357  | 329  | 338  |

| 1856 | 1861 | 1866 | 1872 | 1876 | 1881 | 1886 | 1891 | 1896 |
| ---- | ---- | ---- | ---- | ---- | ---- | ---- | ---- | ---- |
| 332  | 360  | 360  | 348  | 340  | 365  | 369  | 390  | 378  |

| 1901 | 1906 | 1911 | 1921 | 1926 | 1931 | 1936 | 1946 | 1954 |
| ---- | ---- | ---- | ---- | ---- | ---- | ---- | ---- | ---- |
| 375  | 366  | 369  | 366  | 345  | 316  | 338  | 373  | 385  |

| 1962 | 1968 | 1975 | 1982 | 1990 | 1999 | 2007 | 2011 | 2013 |
| ---- | ---- | ---- | ---- | ---- | ---- | ---- | ---- | ---- |
| 376  | 377  | 373  | 367  | 397  | 398  | 426  | 455  | 475  |

### Pyramide des âges
La population de la commune est relativement jeune. Le taux de personnes d'un âge supérieur à 60 ans (14,3 %) est en effet inférieur au taux national (21,6 %) et au taux départemental (19,8 %).
Contrairement aux répartitions nationale et départementale, la population masculine de la commune est supérieure à la population féminine (50,7 % contre 48,4 % au niveau national et 48,2 % au niveau départemental).
La répartition de la population de la commune par tranches d'âge est, en 2007, la suivante :
- 50,7 % d’hommes (0 à 14 ans = 24,1 %, 15 à 29 ans = 13,9 %, 30 à 44 ans = 26,9 %, 45 à 59 ans = 22,7 %, plus de 60 ans = 12,5 %) ;
- 49,3 % de femmes (0 à 14 ans = 22,9 %, 15 à 29 ans = 16,7 %, 30 à 44 ans = 25,2 %, 45 à 59 ans = 19 %, plus de 60 ans = 16,3 %).

| Hommes | Classe d’âge | Femmes |
| ------ | ------------ | ------ |
| 0,0    | 90 ans ou +  | 0,5    |
| 4,2    | 75 à 89 ans  | 4,8    |
| 8,3    | 60 à 74 ans  | 11,0   |
| 22,7   | 45 à 59 ans  | 19,0   |
| 26,9   | 30 à 44 ans  | 25,2   |
| 13,9   | 15 à 29 ans  | 16,7   |
| 24,1   | 0 à 14 ans   | 22,9   |

| Hommes | Classe d’âge | Femmes |
| ------ | ------------ | ------ |
| 0,2    | 90 ans ou +  | 0,8    |
| 5,1    | 75 à 89 ans  | 9,1    |
| 11,1   | 60 à 74 ans  | 12,9   |
| 21,0   | 45 à 59 ans  | 20,1   |
| 20,9   | 30 à 44 ans  | 19,6   |
| 20,4   | 15 à 29 ans  | 18,5   |
| 21,3   | 0 à 14 ans   | 18,9   |

## Culture locale et patrimoine

### Lieux et monuments
- L'église Saint-Maclou.

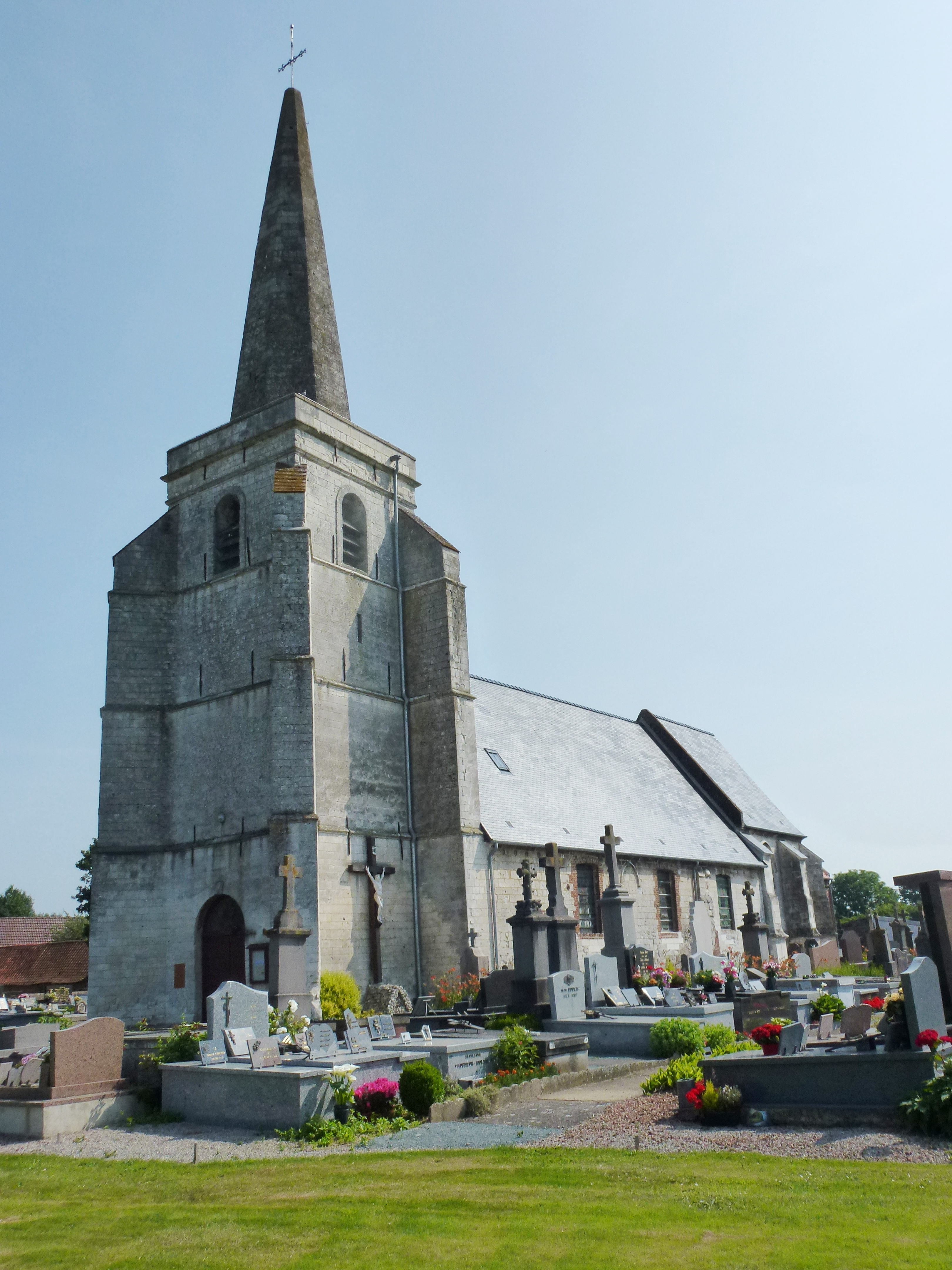
L'église Saint-Maclou.

- La fontaine et la chapelle de saint Winocq au hameau de Saint-Winocq.
- Les lacs de Rebecques, se situant non loin de l'ancienne mairie.

### Personnalités liées à la commune
- Augustin Boulin, domestique à Aire, originaire de la paroisse de Rebecques, a été victime de la Terreur et a été guillotiné à Arras en 1794 pour avoir pris la défense d'un Airois arborant la cocarde noire.

### Héraldique

Armes de la famille Constant de Rebecque.

| Blason de Rebecques | Blason  | Écartelé d'or et de sable ; au chef d'or chargé d'une aigle de sable.                                                                                   |
| Blason de Rebecques | Détails | Inspiré des armes anciennes de la famille Constant, puis Constant de Rebecque, seigneur de Rebecques jusqu'en 1466. Adopté par la municipalité en 1996. |

## Pour approfondir